# Madža Pradeš
Madža Pradeš (s kratico MP; hindijska izgovarjava: [ˈmədʱjə pɾəˈdeːʃ])  je indijska zvezna država v osrednji Indiji. Hindujski izraz Madža Pradeš pomeni »osrednja provinca«. Ustanovljena je bila 1. novembra 1956 z indijskim zveznim zakonom o reorganizaciji. Glavno mesto te indijske zvezne države je  Bhopal, največje mesto je  Indore, druga večja mesta so še Džabalpur, Gvalior, Udždžain in Sagar. Država je druga največja po površini in peta po številu prebivalstva s preko 75 milijoni prebivalcev. Razprostira se na območju 308.252 km2. Do leta 2000 je v okvir zvezne države Madža Pradeš spadalo tudi območje sedanje zvezne države Čatisgar. Tako se je pred letom 2000 po širini raztezala na kar 1500 km. 
Območje sedanje zvezne države Madža Pradeš pokriva ozemlje, na katerem se je v antični dobi v 6. stoletju pr. n. št. razprostiralo kraljestvo Avanti, ki je spadalo v okvir federacije  Mahadžanapada. Glavno mesto Avantija je bil Udždžain (imenovan tudi Avantika). V začetku 18. stoletja je območju vladalo več manjših kraljevin ali kneževin pod nadzorom Britanskega imperija, vključenih v Centralne province in Berar in v Centralno indijsko agencijo. Po indijski neodvisnosti je bila ustanovljena zvezna država Madža Pradeš z Nagpurjem kot glavnim mestom. Leta 1956 je bila ta zvezna država reorganizirana in del nje vključen v države Madža Barat, Vindja Pradeš, vanjo pa jr bilo vključeno ozemlje zvezne države Bhopal. Iz nje je bilo izločeno območje, kjer govorijo jezik marati, tj. regija  Vidarbha, ki je bila priključena in združena s takratno Bombajsko državo. Tako nastala zvezna država Madža Pradeš je bila največja v Indiji do leta 2000, ko je bila njena jugovzhodna regija Čatisgar vzpostavljena kot nova zvezna država.
Po gospodarski razvitosti spada Madža Pradeš med manj razvite indijske zvezne države in dosega BDP ok. 1300 USD na prebivalca. Država je bogata z nahajališči mineralov; ima največje rezerve diamantov in bakra v Indiji. Več kot 30 % njenega ozemlja je pokritega z gozdovi, razvija se turizem. V zadnjih letih je rast BDP v tej zvezni državi nekje na povprečju celotne Indije.